# A Shipwreck in the Sand
A Shipwreck In The Sand es el cuarto álbum de estudio de la banda canadiense de post-hardcore Silverstein y su primer álbum conceptual. Salió a la venta el 31 de marzo de 2009. En enero de 2009 publicaron la portada del álbum junto con una historia. El 23 de marzo el álbum completo fue subido a la página myspace del grupo y se pudo escuchar completo.
Una versión de la canción "Broken Stars" fue publicada en el myspace en el 2008 y el video de la canción "Vices" fue filmado el 17 de marzo.

## Canciones
| Chapter One: It Burns Within Us All |                                  |          |  |
| N.º                                 | Título                           | Duración |  |
| 1.                                  | «A Great Fire»                   | 4:00     |  |
| 2.                                  | «Vices» (featuring Liam Cormier) | 3:19     |  |
| 3.                                  | «Broken Stars»                   | 3:30     |  |

| Chapter Two: Liars, Cheaters and Thieves |                                    |          |  |
| N.º                                      | Título                             | Duración |  |
| 4.                                       | «American Dream»                   | 3:05     |  |
| 5.                                       | «Their Lips Sink Shipsl»           | 1:02     |  |
| 6.                                       | «I Knew I Couldn't Trust You»      | 3:29     |  |
| 7.                                       | «Born Dead» (featuring Scott Wade) | 2:51     |  |

| Chapter Three: Fight Fire with Fire |                           |          |  |
| N.º                                 | Título                    | Duración |  |
| 8.                                  | «A Shipwreck in the Sand» | 4:38     |  |
| 9.                                  | «I Am the Arsonist»       | 3:08     |  |
| 10.                                 | «You're All I Have»       | 3:33     |  |

| Chapter Four: Death and Taxes |                              |          |  |
| N.º                           | Título                       | Duración |  |
| 11.                           | «We Are Not the World»       | 3:21     |  |
| 12.                           | «A Hero Loses Everyday»      | 3:08     |  |
| 13.                           | «The Tide Raises Every Ship» | 0:46     |  |
| 14.                           | «The End» (featuring Lights) | 7:25     |  |

| iTunes bonus tracks |                                          |          |  |
| N.º                 | Título                                   | Duración |  |
| 15.                 | «Help!» (The Beatles cover)              | 2:17     |  |
| 16.                 | «Go Your Own Way» (Fleetwood Mac cover)  | 2:30     |  |
| 17.                 | «Three Miles Down» (Saves the Day cover) | 1:45     |  |
| 18.                 | «Total Bummer» (NOFX cover)              | 2:15     |  |
| 19.                 | «Broken Stars» (Versión demostración)    | 3:38     |  |